# 嘘とロマン
『嘘とロマン』は、及川光博の2枚目のスタジオ・アルバム。1998年2月25日に東芝EMIよりリリースされた。

## 概要
前作より1年7ヶ月ぶりとなるアルバム。
2022年3月現在最も売れたアルバム。

## 収録曲
全曲作詞作曲編曲：及川光博
1. 発信音のあとに - 1
参加：櫻田実果子
2. 三日月姫
共編曲：堀川満志
3. その術を僕は知らない[G]
共編曲：ザ・マングース
4. 忘れてしまいたい
共編曲：堀川満志
5. 君がいなくても
共編曲：田辺恵二
6. 発信音のあとに - 2
参加：櫻田実果子
7. 彼と彼女のこと
共編曲：堀川満志
8. フィアンセになりたい
編曲：田辺恵二
9. 発信音のあとに - 3 / 花椿蘭丸
参加：櫻田実果子
10. ワンダフル入浴 / 花椿蘭丸
共編曲：ザ・マングース
11. ペンフレンド
作曲：大八木弘雄、編曲：田辺恵二
12. 発信音のあとに - 4
参加：櫻田実果子
13. 悲しみロケット2号´
共編曲：今井裕
14. 展望デッキ-夜間飛行-
共編曲：高野康弘